# Jsu Garcia

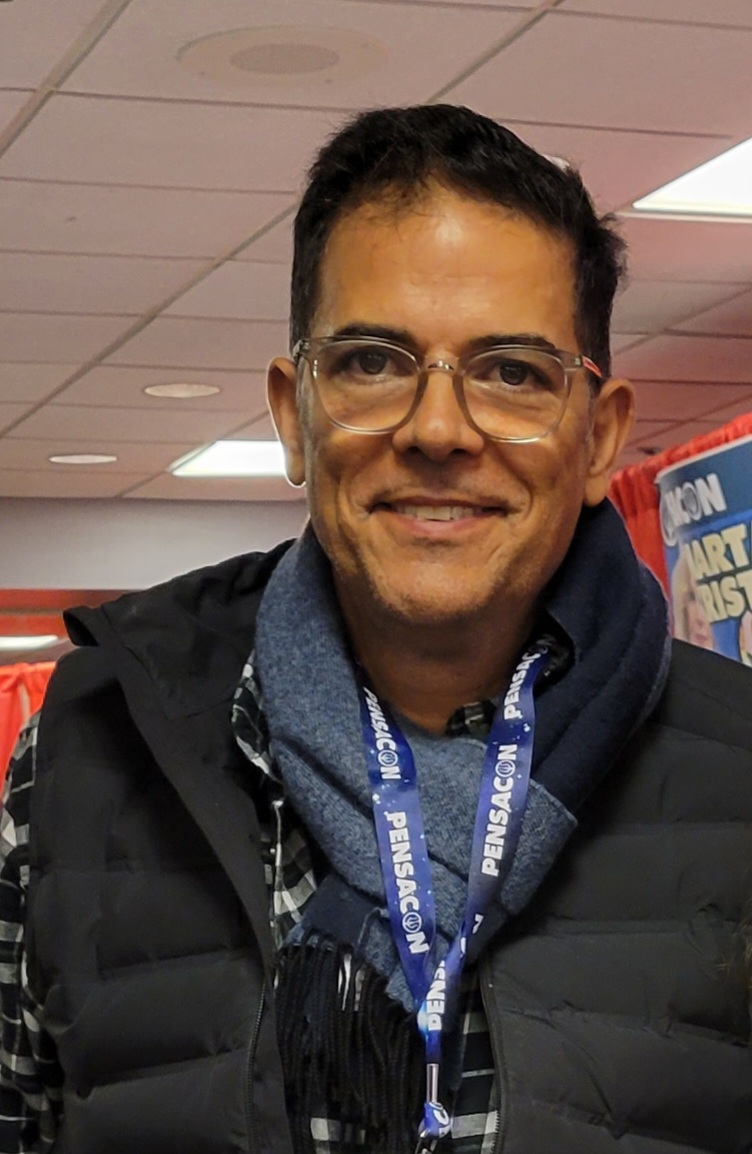
Jsu Garcia, 2022

Jsu Garcia (* 6. Oktober 1963 in New York City) ist ein US-amerikanischer Film- und Fernsehschauspieler sowie Filmproduzent. Zu Anfang war er unter dem Namen Nick Corry bekannt. Zusammen mit dem Drehbuchautor John Roger, führt er die Produktionsfirma Scott J-R Productions.

## Anfänge
Garcia wurde als Sohn kubanischer Einwanderer in New York City geboren. Während seiner Zeit an der Fairfax Highschool kam er zur Schauspielerei.

## Laufbahn
Seine erste Rolle hatte er in der Fernsehsendung Fame (1982). Seinen ersten Kinoauftritt hatte er in dem Horrorfilm Nightmare – Mörderische Träume (1984). Ein Jahr später hatte er eine Rolle im Kinofilm Gotcha! (1985), dann hatte er eine Rolle in American Wildcats (1986). Vier Jahre später hatte er wieder eine Rolle im Film Predator 2 (1990). Danach folgte mit Freddy’s New Nightmare (1994) eine Rolle im Horrorgenre, danach ein weiterer Horrorfilm mit Vampire in Brooklyn (1995) von Wes Craven.

## Filmografie
- 1982: Fame – Der Weg zum Ruhm (Fernsehserie, Folge 2x9)
- 1982: The Silence (Kurzfilm)
- 1983: The Fighting Eagle[1]
- 1984: Nightmare – Mörderische Träume (A Nightmare on Elm Street)
- 1985: Gotcha! – Ein irrer Trip (Gotcha!)
- 1985: Generation (Fernsehfilm)
- 1986: American Wildcats (Wildcats)
- 1986: The Facts of Life (Fernsehserie, Folge 8x8)
- 1986: American Playhouse (Fernsehserie, Folge 5x10)
- 1986–1988: Miami Vice (Fernsehserie, 2 Folgen)
- 1987: The Bronx Zoo (Fernsehserie, Folge 1x2)
- 1987: Tödliche Flucht (The Lawless Land)
- 1988: Tropical Snow
- 1989: Großstadtsklaven (Slaves of New York)
- 1989: Thunderboat Row (Fernsehfilm)
- 1990: Predator 2
- 1992: In the Heat of Passion – Mord aus Leidenschaft
- 1994: Freddy’s New Nightmare (Wes Craven’s New Nightmare)
- 1994: Foxy Fantasies (Red Shoe Diaries) (Fernsehserie, Folge 3x9)
- 1994–1996: Mord ist ihr Hobby (Fernsehserie, 2 Folgen)
- 1995: Vampire in Brooklyn (Wes Craven’s Vampire In Brooklyn)
- 1995: Babylon 5 (Fernsehserie, Folge 2x11)
- 1996: Murder One (Fernsehserie, 3 Folgen)
- 1996: Arli$$ (Fernsehserie, Folge 1x1)
- 1996: Immer Ärger mit Dave (Fernsehserie, 2 Folgen)
- 1996: Night Affairs (Fernsehserie, Folge 1x10)
- 1997: Executive Command – In einsamer Mission (Strategic Command)
- 1997: Crisis Center (Fernsehserie, Folge 1x4)
- 1998: JAG – Im Auftrag der Ehre (JAG, Fernsehserie, Folge 3x15)
- 1998: Woo
- 1998: My Little Havana (Kurzfilm)
- 1998–1999: Das Netz – Todesfalle Internet (Fernsehserie, 2 Folgen)
- 1999: Candyman 3 – Der Tag der Toten (Candyman 3: Day of the Dead)
- 1999: Window (Kurzfilm)
- 2000: Secret Agent Man (Fernsehserie, 2 Folgen)
- 2000: Devil in the Flesh 2
- 2000: Traffic – Macht des Kartells (Traffic)
- 2000: Rocky Times (Fernsehfilm)
- 2001: The Quickie
- 2002: Collateral Damage – Zeit der Vergeltung (Collateral Damage)
- 2002: L.A.X.
- 2002: Wir waren Helden (We Were Soldiers)
- 2002: She Spies (Fernsehserie, Folge 1x7)
- 2003: Klepto
- 2003: Then Came Jones (Fernsehfilm)
- 2003: These Guys (Fernsehfilm)
- 2004: … und dann kam Polly (Along Came Polly)
- 2004: Crossing Jordan – Pathologin mit Profil (Crossing Jordan, Fernsehserie, 2 Folgen)
- 2004: After the Past
- 2004: Back by Midnight
- 2005: Sueño Americano – Liebe, Musik, Leidenschaft (Sueño)
- 2005: The Lost City
- 2005: Love, Inc. (Fernsehserie, Folge 1x11)
- 2006: CSI: Miami (Fernsehserie, Folge 4x14)
- 2006: Our House (Fernsehfilm)
- 2007: The Go-Getter
- 2007: Without a Trace – Spurlos verschwunden (Without a Trace, Fernsehserie, 4 Folgen)
- 2007: Spiritual Warriors
- 2008: Me and My Daddy (Kurzfilm)
- 2008: Che – Revolución (Che – Part One: The Argentine)
- 2008: Shattered!
- 2008: Blind (Kurzfilm)
- 2009: Who Are You (Kurzfilm)
- 2010: Dante's Inferno: Abandon All Hope (Kurzfilm)
- 2010: Once Fallen
- 2010: Undocumented
- 2011: CSI: New York (Fernsehserie, Folge 7x12)
- 2011: The Wayshower
- 2011: Die Atlas Trilogie – Wer ist John Galt? (Atlas Shrugged: Part I)
- 2014: All I Want for Christmas (Fernsehfilm)
- 2017: This Is Christmas

## Produktion
- 1998: My Little Havana (Kurzfilm)
- 2003: Klepto
- 2007: Spiritual Warriors
- 2008: Me and My Daddy (Kurzfilm)
- 2008: Remnants
- 2009: Who Are You (Kurzfilm)
- 2011: The Wayshower
- 2014: Mystical Traveler

## Regie
- 1998: My Little Havana (Kurzfilm)
- 2009: Who Are You (Kurzfilm)
- 2011: The Wayshower
- 2014: Mystical Traveler